# MARECS B
O MARECS B foi um satélite de comunicação geoestacionário construído pela British Aerospace BAe, ele seria operado pela Agência Espacial Europeia para a Inmarsat, mas, o mesmo foi perdido durante o processo de lançamento. O satélite foi baseado na plataforma ECS-Bus e sua expectativa de vida útil era de 7 anos.

## Lançamento
O satélite foi lançado ao espaço no dia em 10 de setembro de 1982, por meio de um veículo Ariane 1 a partir do Centro Espacial de Kourou, na Guiana Francesa, juntamento com o satélite Sirio 2. Devido a uma falha durante o lançamento o MARECS B foi perdido. Ele tinha uma massa de lançamento de 1 060 kg.

## Capacidade
O MARECS B era equipado com 1 (+1) transponder em banda L e 1 (+1) em banda C.